# 科爾卡班巴區 (塔亞卡哈省)

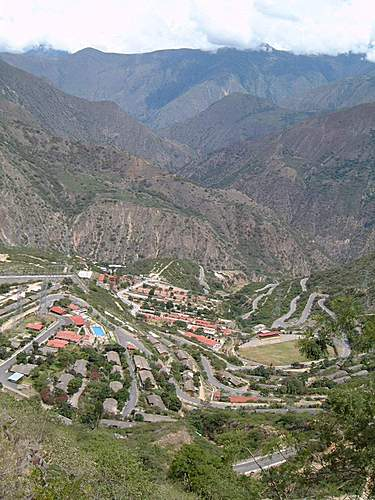

12°24′S 74°40′W / 12.400°S 74.667°W
科爾卡班巴區（西班牙語：Distrito de Colcabamba）是秘魯的一個區，位於該國中南部萬卡韋利卡大區的塔亞卡哈省，面積598.12平方公里，海拔高度2,979米，2005年人口21,593，人口密度每平方公里36人。